# Aarne Kainlauri
Aarne Kainlauri (* 25. Mai 1915 in Luumäki; † 11. März 2020 in Kouvola) war ein finnischer Hindernis- und Mittelstreckenläufer.

## Laufbahn
Kainlauri wurde 1940 und 1943 finnischer Meister über 800 Meter. 1942 und 1945 gewann er die Landesmeisterschaft über 1500 Meter, 1948 über 1500 m und 3000 m Hindernis. Für die Olympischen Spiele 1948 in London wurde er nur über die 3000 m Hindernis nominiert. Als Zweiter seines Vorlaufs erreichte er das Finale, in dem er den 10. Platz belegte. 1949 gewann er noch einmal die Meisterschaft über 3000 m Hindernis.
Er starb am 11. März 2020 im Alter von 104 Jahren. Zum Zeitpunkt seines Todes war Kainlauri der älteste lebende Olympiateilnehmer der Welt.

## Persönliche Bestzeiten
- 800 m: 1:54,9 min (1939)
- 1000 m: 2:29,6 min (1938)
- 1500 m: 3:51,4 min (1947)
- 1 Meile: 4:10,6 min (1949)
- 3000 m Hindernis: 9:15,8 min (1948)